# Wonsan
 (décembre 2024).
Si vous disposez d'ouvrages ou d'articles de référence ou si vous connaissez des sites web de qualité traitant du thème abordé ici, merci de compléter l'article en donnant les références utiles à sa vérifiabilité et en les liant à la section « Notes et références ».
Wonsan ou Wŏnsan (en coréen : 원산) est une ville portuaire nord-coréenne de 331 000 habitants, chef-lieu de la province de Kangwŏn, située au bord de la mer du Japon, à 98 km de la frontière sud-coréenne.

## Géographie

### Climat
La ville dispose d'un climat continental humide.

## Histoire

### Seconde Guerre mondiale
En 1945, la ville comptait 123 443 habitants.

### Guerre de Corée
Le port est bombardé pendant la Guerre de Corée.
En 2013, Kim Jung-un décide de créer une station balnéaire, la première du pays. En 2015, un projet de rénovation dont le coût est estimé à un milliard de dollars est mis en chantier.

## Divisions administratives
La commune de Wŏnsan est composée de quarante deux quartiers (tong) et de quatorze villages (ri).

### Quartiers
- Changch'on (장촌동 ; 場村洞)
- Changdŏk (장덕동 ; 長德洞)
- Changsan (장산동 ; 長山洞), anciennement Changhŭng (장흥동 ; 長興洞)
- Chŏkch'ŏn (적천동 ; 赤川洞)
- Chŏnjin (전진동 ; 前進洞), anciennement Sanche (산제동 ; 山祭洞)
- Chungch'ŏng (중청동 ; 中淸洞)
- Haean (해안동 ; 海岸洞)
- Haebang-1 (해방1동 ; 解放1洞)
- Haebang-2 (해방2동 ; 解放2洞)
- Kaesŏn (개선동 ; 凱旋洞), anciennement Ch'ŏlsan-1 (철산1동 ; 鐵山1洞)
- Kalma (갈마동 ; 葛麻洞)
- Kwangsŏk (광석동 ; 廣石洞)
- Kwanp'ung (관풍동 ; 館豊洞)
- Mont Tongmyŏng (동명산동 ; 東明山洞), anciennement Mont Pokman (복망산동 ; 伏望山洞)
- Myŏngsŏk (명석동 ; 銘石洞)
- Namsan (남산동 ; 南山洞)
- Panghasan (방하산동 ; 訪霞山洞)
- Pokmak (복막동 ; 福幕洞)
- Pongch'un (봉춘동 ; 鳳春洞)
- Pongsu (봉수동 ; 鳳水洞)
- P'yŏnghwa (평화동 ; 平和洞)
- Ryŏdo (려도동 ; 麗島洞)
- Ryongha (룡하동 ; 龍下洞)
- Ryul (률동 ; 栗洞)
- Sambong (삼봉동 ; 三峰洞)
- Sang (상동 ; 上洞)
- Segil (세길동 ; 세길洞), anciennement Tŏkwŏn (덕원동 ; 德源洞)
- Sinhŭng (신흥동 ; 新興洞)
- Sinp'ung (신풍동 ; 新豊洞)
- Sinsŏng (신성동 ; 新成洞)
- Sŏkhyŏn (석현동 ; 石峴洞)
- Sŏku (석우동 ; 石隅洞)
- Songch'ŏn (송천동 ; 松川洞)
- Songhŭng (송흥동 ; 松興洞)
- Sŭngri (승리동 ; 勝利洞), anciennement Ch'ŏlsan-2 (철산2동 ; 鐵山2洞)
- T'ap (탑동 ; 塔洞), anciennement Korŭng (고릉동 ; 高陵洞)
- Tŏksŏng (덕성동 ; 德成洞)
- Wau (와우동 ; 臥牛洞)
- Wŏnnam (원남동 ; 元南洞)
- Wŏnsan Interieur(내원산동 ; 內元山洞)
- Wŏnsok (원석동 ; 原石洞
- Yangji (양지동 ; 陽地洞)

### Villages
- Changrim (장림리 ; 長林里)
- Ch'ilbong (칠봉리 ; 七峰里)
- Chuksan (죽산리 ; 竹山里)
- Chungp'yŏng (중평리 ; 仲坪里)
- Ch'unsan (춘산리 ; 春山里)
- Hyŏndong (현동리 ; 現洞里)
- Namch'ŏn (남천리 ; 南川里)
- Raksu (락수리 ; 洛水里)
- Ryongch'ŏn (룡천리 ; 龍川里)
- Samtae (삼태리 ; 三臺里)
- Sangja (상자리 ; 上慈里)
- Sinsŏng (신성리 ; 新城里)
- Sŏkhyŏn (석현리 ; 石峴里)
- Susang (수상리 ; 水上里)
- Yŏngsam (영삼리 ; 永三里)

## Transports
Il existe une ligne de trolleybus et les chemins de fer d'État.

## Culture
- Théâtre Kalma[7]

## Personnalités liées
- Kim Kwang-lim, poète sud-coréen
- Lee Ho-cheol, auteur sud-coréen